# Podmornica
Podmornica je brod sa sposobnošću upravljivog zaranjanja i izranjanja, te kretanja na površini vode i pod njom. U većini slučajeva koriste se u ratne svrhe.

## Uvod
Od trenutka kada su se pojavile, podmornice su ulijevale strah u kosti pomoraca, a njihova je moć iz dana u dan nezaustavljivo rasla do današnjih strahovitih razmjera. Ništa nije užasnije od neprijatelja kojeg ne možete vidjeti, grabežljivca koji neprimjetno i zlokobno vreba svoje nesluteće žrtve i jednim silovitim, razarajućim napadom u treptaju oka uništava nekadašnju slavu i diku najmoćnijih pomorskih sila, a za sobom ostavlja puke razvaline, olupine i lešine kao svjedočanstvo svoje nesmiljenosti i neprikosnovene nadmoći.
Uistinu, podmornice na nuklearni pogon najmoćniji su i najrazorniji ratni strojevi ikada sagrađeni. Spajajući vrhunsku tehnologiju, nevjerojatnu vatrenu moć, sposobnost nezamjetljivog plovljenja i provođenja nepredvidivih napada, suvremene su podmornice bez premca u ratnim mornaricama.
Isprva, u doba Prvog i Drugog svjetskog rata, podmornice su bile na dizel-električni pogon, s naftom kao pogonskim gorivom, dok su se u zaronima služili s u akumulatorima uskladištenom energijom za pokretanje elektromotora. Kako su tadašnje baterije bile skromnog kapaciteta, tako su i rane podmornice bile relativno skromnnih podvodnih sposobnosti. Morale su često izranjati kako bi nadopunile akumulatorske baterije energijom što ih je izlagalo neprijateljskom djelovanju. No, sve se to izmijenilo pojavom podmornica na nuklearni pogon.
Nuklearni reaktori neusporedivo su bogatiji i snažniji izvor energije od dizelskih agregata - omogućuju podmornici da čitav svoj životni vijek provede bez obnove pogonskog goriva, pruživši im time neograničen doplov, iznimnu podvodnu izdržljivost i dotad nezamislive performanse. Današnje nuklearne podmornice postižu podvodne brzine od 35 čvorova (u slučaju ruske Alfa klase i preko 42 čvora), sposobne su mjesecima ploviti zaronjene bez naknade zraka, boraviti na dubinama i do 800 metara i zapravo su jedino ograničene izdržljivošću posade i količinom namirnica koje mogu ponijeti.

## Vrste podmornica
Po njihovoj namjeni nuklearne podmornice možemo podijeliti u dvije klase:
- Napadne (jurišne) podmornice (SSN)
- Nuklearno-balističke napadne podmornice (SSBN)

SSN su podmornice prvotno namijenjene borbi protiv površinskih i podvodnih jedinica, sa sekundarnom ulogom u napadaju na kopnene ciljeve. U odnosu na SSBN manjih su protežnosti, boljih akustičkih svojstava, superiornijih manevarskih sposobnosti i posjeduju daleko snažnije konvencionalno naoružanje što im s pravom pridaje nadimak «lovaca-ubojica».
SSBN su s druge strane platforme za lansiranje balističkih projektila s nuklearnim bojnim glavama, i ovisno o klasi pojedine podmornice mogu posjedovati preko stotinu bojnih glava, stravične razorne moći i sposobnosti nanošenja strateških udara iz bilo koje lokacije na Zemlji - bilo s površine ili duboko pod vodom.
Svaka od tih bojnih glava u prosjeku je 15 puta razornija od atomske bombe bačene na Hirošimu.
U današnjem post-hladnoratovskom dobu dolazi do blagih promjena u strateškim ulogama nuklearnih podmornica. Svjetsko uređenje prešlo je s bipolarnih supersila na multipolarnu grupu interesa. Iako je izglednost sukoba globalnih razmjera danas daleko manja, sve je veća vjerojatnost izbijanja regionalnih ratova ograničenih razmjera.
Kompozicija i operativni stav velikih podmorničkih mornarica, poglavito one SAD-a, odražava ovo stanje i shodno tomu dolazi do prelaska s naglašenog djelovanja na otvorenom moru ka onom priobalnom. Za podmorničke snage to znači nekoliko značajnih izmjena. Tijekom hladnog rata glavna zadaća napadajnih podmornica bila je protupodmornička borba i ostvarivanje prevlasti na otvorenom moru. No s osvitom novog post-hladnoratovskog doba podmornice moraju biti sposobne izvršavati cijeli spektar strateško-taktički raznovrsnih zadaća u iznimno akustički nepredvidivim plitkim priobalnim vodama.

## Strateško-taktička zadaća
Sprječavanje neprijateljskih površinskih i podmornih jedinica u njihovom djelovanju na moru uvijek je bila važna zadaća podmornica. Napadajne podmornice mogu provoditi zadaće lišavanja mora u nizu scenarija: od otvorenog rata protiv velike mornaričke sile, do blokoda pojedinih luka.
Koliku prijetnju podmornice predstavljaju jasno prikazuju povijesni primjeri njemačkog podmorničkog djelovanja tijekom I. i II. Svjetskog rata kada su saveznicima naneseni strahoviti gubici, što je dovelo u pitanje cjelokupnu prekooceansku pomoć SAD-a.
Tijekom Falklandskog rata 1982., potapanje argentinske krstarice «General Belgrano» od strane britanske nuklearne podmornice «Conqueror» prouzrokovalo je povlačenje svekolike argentinske mornarice u svoje luke.
Današnje napadajne nuklearne podmornice naoružane su teškim i lakim torpedima, protubrodskim projektilima i podvodnim minama za lišavanje pristupa morima. Dvije vrste mina koriste se u podmorničkim djelovanjima: CAPTOR (enCAPsulatet TORpedo) i SLMM(Submarine Launched Mobile Mine). CAPTOR se može koristiti protiv podmornica u dubokim vodama, dok je SLMM oružje slično torpedu, koje nakon ispaljivanja može prevaliti nekoliko nautičnih milja do određene lokacije, gdje liježe na morsko dno i aktivira svoje senzore. Posebno je pogodan za blokadu morskih luka ili uskih prolaza.
Tijekom cijelog hladnog rata podmornice su obavljale raznolike zadaće nadgledanja i prikupljanja obavještajnih podataka i iako njegovim svršetkom broj aktivnih napadajnih podmornica u velikim mornaricama sve više opada, broj i spektar ovih zadaća više se nego udvostručio.
Podmornice su idealna platforma za izvršavanje ovih zadataka zahvaljujući svojoj jedinstvenoj sposobnosti da neopaženo prodru u neprijateljsko područje i tamo nastave promatrati, slušati i bilježiti neprijatelsko djelovanje, čitavo vrijeme ostavši nezapažene. Iako se sateliti i zrakoplovi koriste za obavljenje istoimenih zadaća, njihove su mogućnosti često osujećene nepodobnim vremenskim uvjetima, teškoćama kontinuiranog promatranja određenih lokacija i gotovo potpunom nemogućnošću promatranja podvodnog djelovanja. Zahvaljujući svojoj sposobnosti da budu u neposrednoj blizini zbivanja, podmornice mogu prikupljati i detektirati signale koji bi satelitima i zrakoplovima bili nedostupni, ili zbog pozadinskog šuma nerazlučivi.
Osim navedenih zadaća, podmornice često bivaju angažirane za obavljanje specijalnih operacija poput prijenosa diverzanata, izvidničkih timova i agenata u zadaćama visokog rizika. Većinu SAD-ovih specijalnih zadataka u kojima sudjeluju podmornice obavljaju SEAL (Sea, Air and Land) timovi, obućeni za djelovanja izad neprijateljskih linija. Ove se specijalne postrojbe mogu ubacivati zrakoplovima, vrtoletima, padobranima, površinskim jedinicima, ali u većini slučajeva samo podmornice mogu jamčiti neopaženu infiltraciju. Nakon što dođu u ciljano područje SEAL timovi mogu obavljati borbene akcije potraživanja i spašavanja, izviđanja, sabotaže, diverzije i nadzora neprijateljskog djelovanja i komunikacija.
Napadajne podmornice SAD-a i Rusije opremljene su LACM (Land Attack Cruise Missile) krstarećim projektilima, koji pružaju sposobnost nanošenja preciznih dalekometnih udara na kopnene ciljeve konvencionalnim bojnim glavama. Primjerice, za vrijeme NATO akcija protiv Jugoslavije većina TLAM-ova (Tomahawk Land Attack Missile) lansirana je iz podmornica. Domet ovih projektila uistinu je respektabilan; naime, iznosi preko 2000 km i jamči pogodak u radijusu od 10 metara i pri maksimalnom dometu, zahvaljujući suvremenom satelitskom navođenju.
I na koncu, SSBN podmornice predstavljaju idealnu polugu strateškog zastrašivanja. Zbog svojih inherentnih sposobnosti zajamčena im je visoka vjerojatnost preživljanja u slučaju izbijanja nuklearnog sukoba i sigurno lansiranje svog nuklearnog arsenala (SLBM- Submarine Launched Ballistic Missile) iz bilo koje lokacije na Zemlji.

## Povijesni razvoj

### Začetak
Prva suvremena podmornica bijaše Holland, uvrštena u mornaricu SAD-a davne 1900. godine, čiji je dizajn prodan i ostalim mornaričkim silama toga doba. Tada se nije moglo ni zamisliti da će ona biti preteča jedne od dvije velike mornaričke inovacije prve polovice 20. stoljeća – druga je bila zrakoplov.
Zaranjanjem podmornice postaju nevidljive, što im omogućava da se i najmoćnijem plovilu nezamijećeno približe i lansiraju torpedo, oružje koje je elegantno zaobilazilo zaštitu tadašnjih brodova od topničke paljbe pogađajući brod ispod vodene linije u predjelu gdje je najranjiviji. Uz veliku bojnu glavu i pomoć nestlačive vode ono lomi kobilicu broda, uništava njegovu plovnost, ubija velik dio posade i u veoma kratkom roku potapa plovilo. Na taj način i najmanja podmornica može potopiti i najveći ratni brod.
No, u to doba podmornice još uvijek nisu imale ona svojstva koje današnje podmornice čine tako strahovito nadmoćnim protivnicama. Naime, bile su iznimno ograničene u vremenu koje su mogle provesti pod vodom i pri tom su značajno gubile na taktičnoj pokretljivosti, nisu mogle učinkovito koristiti torpeda ispod dubine na kojoj se može koristiti periskop i ovisile su o otvorenim komunikacijama za lokaciju neprijatelja.

### Svjetski ratovi
Iako su u prvim godinama II. Svjetskog rata njemačke podmornice uz korištenje taktika «vučjih čopora» polučile izniman uspjeh i nanijele teške gubitke savezničkom brodovolju, upravo su zbog same metode napadanja bile i poprilično izložene neprijateljskom djelovanju. Da bi zadržale taktičku pokretljivost podmornice su morale ploviti na površini, što je razvojem mikrovalnih radara i dalekometnih bombardera iskorišteno za njihovo otkrivanje i uništavanje. Takvi radari omogućili su zrakoplovima otkrivanje podmornica i na udaljenostima i do 50 km, a njihov veliki domet pokrio je rupe u nadgledanju Atlantika koje su postojale u prve tri godine ratovanja. Prisiljene na zaranjanje podmornice su gubile sposobnost praćenja konvoja i time je uvelike osujećena njihova dotadašnja ugroza.
Nadalje, njemačka taktika zasnivala se na važnoj ulozi središnje koordinacije podmornica s priobalnim zapovjednim centrima, i stoga su razmijenjivane opsežne dvosmjerne radio komukacije između podmornica i zapovjedništva. Ove transmisije mogle su se presresti uz korištenje obalnih, a potom i morskih detekcijskih sustava, pruživši time grubu procjenu lokacije podmornica, a i same poruke su se mogle dešifrirati korištenjem Ultra-e, u prve tri godine samo na mahove, no odonda neprekinuto.
Protupodmorničko djelovanje u drugom svjetskom ratu nije bilo bez mana, i njena konačna pobjeda je samo zabarušila rastući nesrazmjer u broju protupodmorničkih jedinica u korist podmornica. U II. Svjetskom ratu ta je disproporcija još očitija negoli u Prvom. Na svom vrhuncu, 1917. godine Nijemci su posjedovali 140 podmornica, dok su im saveznici suprotstavljali gotovo 200 zaštitnih površinskih konvojskih pratilaca. Tijekom II. Svjetskog rata maskimalni broj U-Boot-a dosegnut je u ožujku 1943. i iznosio je 240 podmornica. Gledajući samo Englesku Kraljevsku Mornaricu (Royal Navy), protiv njemačkih podmornica bilo je angažirano 875 brodova opremljenih aktivnim sonarom, 41 specijalizirani nosač i 300 obalnih ophodnih zrakoplova. Pred sam kraj II. Svjetskog rata došlo je do velikog skoka u tehnološkom razvoju njemačkih podmornica, koji bi da je rat potrajao, uvelike poremetio odnos snaga na Atlantiku.
Riječ je o dizel-električnoj podmornici tipa XXI, koja je objedinila tri velike preinake u dizajnu koje su joj omogućile korijenito novi pristup podmorničkim djelovanjima. Ove promjene uključivale su povećanje kapaciteta baterija, hidrodinamičniji trup koji je omogućavao postizanje većih podvodnih brzina, te snorkel koji je jamčio rad dizel agregata na periskopskoj dubini.
Tip XXI je potkopavala sve elemente savezničke protupodmorničke doktrine koja je odnijela pobjedu u II. Svjetskom ratu. Šnorkel, koji je imao neusporedivo manji radarski odraz od izronjene podmornice, vratio je podmornicama njihovu taktičku pokretljivost. Ponovno su se mogle kretati punom brzinom koristeći se dizel motorima bez prijetnje od protivničkih zrakoplovnih snaga. Hidrodinamičniji trup i povećani kapacitet baterija omogućio je potpuno zaronjenoj podmornici postizanje većih brzina u duljim vremenskim periodima, te time i izbjegavanje sonarom opremljenim brodova nakon što bi razotkrila svoju prisutnost napadom.

### Hladni rat
No time još uvijek nije bio ispunjen dugogodišnji san o istinskoj podmornici, potpuno neovisnoj o površini, sa sposobnošću otkrivanja i napadanja ciljeva pod okriljem morskog vela. I dok su se nakon rata počele proizvoditi prve kopije podmornice tipa XXI, daljni razvoj bio je poglavito usmjeren ka uvođenju novog pogonskog postrojenja. Za uzor u tom polju, stajala je još egzotičnija njemačka podmornica Type XXVI Walther koja je prva uvela AIP (Air Indepedent Power) pogon, koji se služio vodik-peroksidom kao oksidacijskim sredstvom.
Kao rezultat golemog napretka na polju nuklearne tehnologije i razvoja novih i čvršćih hidrodinamičnijih trupova osvanula je prva podmornica na nuklearni pogon - «Nautilus». Njena pojava zatekla je protupodmorničke snage gotovo potpuno nepripremljene na takvu prijetnju, što najbolje govori opis njenog djelovanja na vježbi izvedenoj 1955. godine:
«Ploveći pri 24 čvora i napadajući brodove po vlastitom nahođenju, izvela je simulirane napadaje na 16 brodova... Jednom prigodom, otkrila je nosač aviona i njegovu pratnju kako se udaljavaju pri brzini od 20 čvorova. Da bi se postavila u položaj za napadanje prevalila je 219 nautičkih milja u 10.25 sati; 16 sati nakon toga napala je i usamljeni razarač 240 nautičkih milja od te pozicije.»
Bilo ju je teško otkriti jer nikada nije morala koristiti snorkel, i bila je toliko brza da je bez problema izbjegavala aktivni sonar. Njena brzina i trodimenzionalna manevarbilnost pružala joj je neranjivost od svih tadašnjih torpeda, koji su bili razvijani za suprotstavljanje dizel-električnim podmornicama ograničenih na brzine do 8 čvorova. No uskoro je otkriveno da su podmornice na nuklearni pogon neobično bučne i stoga veoma podložne otkrivanju pasivnim sonarom.
Pasivna akustika odjednom je postala iznimno važna, stoga što je «Nautilus» za razliku od dizel-električnih podmornica cijelo vrijeme stvarao buku, pogotovo u nižem dijelu zvučnog spektra, što je posljedica rada pumpi reaktorskog hladila koje su neprekidno aktivne dok god reaktor pruža energiju, a i zbog redukcijske opreme koja je bila potrebna za usporavanje obrtanja osovine plinske turbine. Ovo je ubrzo postala glavna boljka nuklearnih podmornica, nešto što su Rusi za razliku od Amerikanaca, uspjeli otkloniti tek na isteku 80-tih godina prošlog stoljeća.

## Nuklearni reaktor
Srce svake nuklearne podmornice jest nuklearni reaktor. Nuklearni reaktori su uređaji u kojima se održavaju kontrolirane fisijske lančane reakcije za proizvodnju toplinske energije. U osnovi, možemo ih podijeliti na dva tipa: spore i brze. Dok se spori reaktori koriste siromašnijim gorivom i prvenstveno nalaze primjenu u komercijalnim elektranama, brzi reaktori se najčešće koriste kao pogonski sustavi velikih mornaričkih jedinica (poput nosača zrakoplova ili podmornica), te koriste iznimno obogaćeno gorivo.
Najčešće korišteni energent u nuklearnoj fisiji je uranij.
Za korištenje u civilnim nuklearnim reaktorima udjel od 3% se smatra dovoljnim, dok je za vojne nuklearne reaktore potreban udjel od 90% ili više, te su uglavnom PWR tipa s demineraliziranom vodom kao hladilom, čiji parogeneratori zagrijavaju morsku vodu u svrhu pokretanja, ili proizvodnje električne energije.
Osim vode kao hladila koriste se i tekući metali koji omogućavaju postizanje daleko viših temperatura i time veću iskoristivost nuklearnog reaktora. Primjer toga je nuklearni reaktor ruske podmornice Alfa klase, koji joj je omogućivao postizanje podvodnih brzina od 45 čvorova, u doba kada nijedna podmornica nije postizala brzine iznad 30 čvorova. Snaga podmorničkih nuklearnih reaktora uvelike varira, i kreće se uglavnom od 75 do 200 megavata.

## Detekcijsko-navigacijski sustavi
Učinkovitost današnjih podmornica ovisi o njihovoj sposobnosti da ostanu nezamijećene tijekom dužih vremenskih perioda dok pretražuju, prate ili napadaju ciljeve cijelo vrijeme boraveći pod vodom. Ovaj medij prikrivanja učinkovit je samo ako podmornica može izmicati protivniku koji ju nastoji otkriti, a da pritom ne gubi svoju sposobnost detekcije. Potencijalne mete, bile one pod vodom ili na površini, svoj položaj mogu odati generiranjem ili refleksijom energije, a i remetenjem prirodnih statičkih prostornih polja, poput primjerice magnetskog polja Zemlje.
Kada je riječ o podvodnoj detekciji, pri izboru korištene vrste energije razmatraju se sljedeća tri kriterija:
1. Domet prodiranja energije kroz medij
2. Sposobnost diferencijacije objekata u mediju
3. Brzina propagacije
Od svih poznatih prirodnih fenomena svijetlo posjeduje izvrsnu sposobnost diferencijacije i brzinu propagacije, ali i veoma ograničen doseg prodiranja kroz vodeni medij, reda nekoliko desetaka metara, čime je uvelika ograničena njena praktična primjena. Ovo ne znači da se svijetlo nikada ne koristi u protupodmorničkom djelovanju niti da u budućnosti neće naći širu primjenu. Opsežan razvoj na laserskim detektorima mogao bi uistinu polučiti učinkovitim i prihvatljivim metodama detekcije i naći se u arsenalu protupodmorničkih snaga. Radio valovima, koji također posjeduju izvrsnu porpagaciju i domet u većini medija, voda je nažalost potpuno neprobojna osim na najnižim frekvencijama. VLF signali prodiru samo na oko 10 m dok se domet valova viših frekvencija može mjeriti u milimetirima. Poremećaji magnetskog i gravitacijskog polja također se mogu mjeriti, no samo na veoma ogranićenim udaljenostima, jer snaga anomalije opada kubom udaljenosti. Iako je domet detekcije veći od svjetlosti ili radio valova, ipak je, u najboljem slučaju, riječ samo o nekoliko stotina metara što onemogućuje njihovu primjenu u normalnom nadgledanju.
Akustična energija, iako ne posjeduje brzinu propagacije elektromagnetskih valova, ipak postiže operativno uporabljive domete prodiranja. Zbog ovoga, zvuk je najprihvatljiviji prirodni fenomen u podmornom ratovanju, podmornim komunikacijama i podmornim navigacijama. Nažalost, akustični valovi daleko su od idealnog sredstva detekcije, jer je more iznimno heterogen medij, koji obiluje u prostornim razlikama u temperaturi, pritisku i salinitetu koji uvelike utječu na domet i oblik propagacije zvučnih valova, te stoga njegova učinkovita primjena zahtijeva veliku izučenost i razumijevanje ovih fenomena.
Mnogo je izvora zvuka koji mogu odati prisutnost broda ili podmornice. Vibracije uvjetovane radom strojeva i ostalih propulzijskih sustava prodiru u vodu preko trupa i šire se u svim smjerovima. Brodski vijak stvara rezonanciju tijekom rada, a može se razviti i kavitacija (šum stvoren urušavanjem mjehurića vodene pare). Nadalje, turbulentni tok vode duž broda može pobuditi sami trup koji onda postaje izvor zvuka.
Izvora podvodnog šuma također je mnogo, no svi se mogu podijeliti na samo nekoliko tipova. Ambijentni šum za razliku od svih ostalih ne dolazi iz nekog određenog smjera niti ima odredivi izvor. Razina šuma približno je jednaka u cijelom području promatranja. Najočitiji izvor ambijentnog zvuka jesu pojave na površini mora. Kretanje morske mase stvara šum koji je ovisan o površinskom stanju mora, s najvećim intenzitetom u frekvencijskom opsegu od 100 Hz do 1000 Hz. Oni prekrivaju najinteresantniji opseg u kojemu radi većina hidroakustičkih sustava velikog dometa. Osim što šumovi velikog mora prikrivaju nazočnost podmornice, veliki valovi mogu spriječiti i spuštanje antena sonara iz protupodmorničkih vrtoleta na određenu dubinu, tegljenje niza akustičkih pretvarača, ili pak degradirati perfomanse radioakustičkih plutača, koje bacaju protupodmornički zrakoplovi. Drugi glavni izvor ambijentnog šuma dolazi od brodovlja općenito. U područjima koja obiluju površinskim aktivnostima razina šuma bit će veoma uvećana. Za razliku od šuma generiranog stanjem mora, ovaj je najizraženiji na nižim frekvencijama, dakle <300 Hz.
Treći mogući izvor je biološkog karaktera, a može potjecati, primjerice od rakova, školjaka, kitova ili dupina.
Vlastiti šum nastaje od strane platforme na kojoj je sonar instaliran, i posjeduje određenu minimalnu vrijednost bez obzira na brzinu platforme, čijim povećanjem raste zbog turbulentnog toka vode preko površine sonara.
Kavitacija je fizikalna pojava na tijelima izloženim strujanju tekućine velikom brzinom. Nastaje zbog lokalnog sniženja tlaka najčešće izazvanog povećanjem brzine strujanja. Očituje se nastankom kavitacijskh šupljina ispunjenih smjesom pare i plina (obično zraka). Na brodu se kavitacija najčešće javlja na brodskom vijku, ali i na podvodnim perajama, kormilima, sapnicama, skrokovima. Može izazvati mehaničko oštećenje, šum, vibracije i promjenu hidrodinamičkih značajki broda (uzgoba i otpora). Upravo je šum koji nastaje pri urušavanju kavitacijskih šupljina glavni doprinos odavajućem signalu broda, jer se može otkriti na veoma velikim udaljenostima. 
Glavno detekcijsko-navigacijsko sredstvo podmornice jest SONAR (SOund Navigation And Ranging). Sonari se, po načinu rada, dijele na aktivne i pasivne. Kod aktivnih sonara detekcijska platforma odašilje akustičke valove koji se šire do mete i onda se reflektiraju natrag na prijamnik, slično radaru. Za razliku od njih, kod pasivnih sonara izvor energije je sami cilj, a detektor samo prima odaslanu energiju, analogno pasivnoj infracrvenoj detekciji. Podvodni zvukovi se slušaju raznim tipovima i konfiguracijama hidrofona (podvodni mikrofoni), koji mogu biti položeni u nizovima na morskom dnu, ili složeni u obliku tegljenih nizova, zatim mogu biti podvodni dio radioakustičke plutače, ili su u antenskom nizu hidroakustičkog uređaja ugrađeni u trupu plovila. Za razliku od pasivnih sustava, detekcija i lokalizacija podmornice aktivnim akustičkim sustavima mnogo je sigurniji i brži proces. Odraz podmornice pruža podatke o udaljenosti i smjeru, koji su relativno dobre točnosti na sonarima visoke frekvencije, a raščlambe primarnog signala mogu pružiti informacije o položaju objekta u moru i njegovoj veličini. No zakoni fizike nameću i neugodnosti, jer cilj-podmornica, koja pasivno motri akustički okoliš, čut će signal aktivnog sonara na mnogo većoj udaljenosti nego što će prijamnik aktivnog sonara moći čuti njen odraz. Ta prednost pruža podmornici mogućnost izbjegavanja detekcije udaljavanjem od sonara ili skrivanjem na morskom dnu u sjeni prirodnih zakona.
Pasivne akustičke izvore možemo podijeliti na: široko-pojasne i usko-pojasne.
Široko-pojasni izvori stvaraju akustičku energiju duž širokog spektra frekvencija, slično toplinskim izvorima u elektro-optici. Tipični široko-pojasni izvori su šum generiran radom brodskog vijka, turbulentnim tokom vode duž trupa, te dijelova propulzijskog sustava. Šum vijka i osovine tipično je niske frekvencije, što znači ispod 1000 Hz. Frekvencija rotacije vijka amplitudno modulira zvuk, što se može iskoristi za određivanje brzine plovila postupkom demodulacije.
Uskopojasni izvori zrače energiju samo na uskom spektru frekvencija, ili klasi frekvencija, a očituju se kao diskretni vrhovi u pojasu detekcije. Tipični izvori različiti su dijelovi strojeva i propulzije poput pumpi, motora, električnih generatora i redukcijske opreme. Kod podmornica uglavnom je riječ o nižim frekvenicijama -  od 10 do 500 Hz.
Podmornice uglavnom smještaju sonare na pramac, bočni dio trupa i u obliku tegljenog sonara. Pramčana instalacija, ili sferično-cilindrični niz sastoji se od pasivnog i aktivnog sonara srednjih frekvencija od 750 Hz do 2 kHZ. U aktivnom režimu rada instalacija odašilje i prima valove frekvencija 1.5 kHz do 5 kHz. Sposobna je obrađivati i široko-pojasne i usko-pojasne signale, no uz povećanje brzine dolazi do narušavanja sposobnosti razlučivanja zbog šuma koji nastaje trenjem vode o sonar. Mana joj je nemogućnost detekcije signala niskih frekvencija.
Bočni ili konformalni niz, također smješten u blizini pramca, linearni je niz koji pruža mogućnost usko-pojasne detekcije niskih frekvencija (50 Hz do 1 kHz) ciljeva pri niskim brzinama ronjenja. Kao takav, primarna mu je namjena u klasifikaciji meta.
Tegljeni niz (Towed Array) vuće se na dugačkom kabelu izad plovila kako ne bi trpio utjecaj šuma nastalog radom propelera i pogonskog postrojenja. Riječ je o dugačkom sustavu hidrofona iznimne osjetljivosti na niske frekvencije (10 Hz – 1 kHz). S obzirom na to da je frekvencijska atenuacija zvuka kvadratne ovisnosti, sposobna je za daleko veće domete detekcije od prethodna dva sustava, koji se u idealnim uvjetima protežu na čak 100 nautičkih milja! Koristi se za široko-pojasnu i usko-pojasnu detekciju pri malim i srednjim brzinama ronjenja.

## Naoružanje

### Torpedo

#### Razvoj
Nuklearne podmornice su iznimno moćno naoružana plovila, a raspon oružja kreće se od lakih i teških torpeda, krstarećih protubrodskih i protupodmorničkih raketa do nuklearnih balističkih projektila. Primarno i izvorno podmorničko oružje jeste torpedo. Prvi put je doživjelo upotrebu prije 120 godina i do današnjeg dana predstavlja najdjelotvornije protubrodsko oružje u arsenalu nuklearne podmornice. Protubrodski projektili mogu oštetiti, no torpeda potapaju, a to je činjenica koja objašnjava dugačku povijest tog oružja. Ratni sukobi iz nedavne prošlosti samo potvrđuju nadmoć uništavajućeg djelovanja torpeda u odnosu na krstareće projektile.
Američka fregata USS Stark (FFG-31) klase Oliver Hazard Perry pogođena je 17. svibnja 1987. s dva protubrodska projektila Aerospatile AM 39 Exocet, pri čemu su poginula 32 člana posade, no brod nije potopljen. Fregata iste klase USS Samuel B. Roberts (FFG-58) oštećena je 14. travnja 1988. kontaktnom minom, ali bez ljudskih žrtava. Nakon remonta oba broda nastavila su službu u floti mornarice SAD-a.
S druge strane, posljedice torpednog napadaja pakistanske podmornice Hangor (S 131) klase Daphne 9. prosinca 1971. na indijsku fregatu INS Khukri (F 49) klase BlackWood bile su mnogo tragičnije. Taj prvi ratni brod torpediran nakon 1945. potonuo je za tri minute uz 191 poginulog člana posade.
Britanska nuklearna podmornica Conqueror (S 48) klase Valiant torpedirala je 2. svibnja 1982. argentinsku krstaricu ARA General Belgrano klase Brooklyn uz užasan učinak od 321 poginulog člana posade (od njih, 95 posto izravno je poginulo od pogodaka) i potonuće broda 45 minuta nakon napada.

#### Vrste i karakteristike
Iako se torpeda mogu dijeliti prema pogonu, namjeni, vrsti navođenja itd., kao temeljna podjela smatra se ona po težini. Tako, danas postoje dvije kategorije torpeda: laka torpeda i teška torpeda. Tipičan laki torpedo ima promjer 324 mm i masu oko 300 kg, te u velikoj većini slučajeva služi za protupodmorničko djelovanje. Njima se naoružavaju zrakoplovi, helikopteri, brodovi, a ponekad i podmornice. Teška torpeda su, s druge strane, znatno veće i razornije naprave, obično promjera 533mm ili 650 mm i mase u najvećem broju slučajeva oko dvije tone, te se njima naoružavaju uglavnom podmornice za protubrodsko djelovanje. Razlika u težini, pa time i u veličini, odnosno promjeru upućuje na činjenicu da se u teška torpeda može ukrcati više goriva i eksploziva, pa ta torpeda imaju veći doseg i razornost, ali njima treba i više prostora za smještaj.
Uz propulzijski sustav najbitniji dio torpeda svakako je sustav za navođenje. S obzirom na tu značajku, postojeća torpeda u naoružanju ratnih mornarica mogu se svrstati u tri skupine: 1. pravocrtno ploveća (Straight-Runners), 2. pratioce brazde (Wake-Followers), 3. akustički samonavođena torpeda.
Kod prve vrste torpeda, sustava za samonavođenje nema, pa se lansiraju s malih do srednjih udaljenosti od cilja. Takva torpeda upotrebljavana su tijekom I. i II. svjetskog rata i ne krasi ih visoka vjerojatnost pogađanja cilja. No, za razliku od većine suvremenih torpeda sa samonavođenjem nisu podložna akustičnim ometanjima i napadnuti cilj im se može jedino suprotstaviti odgovarajućim manevrom izbjegavanja ili djelovanjem «tvrde» samoobrane (hard-kill defense).
U skupinu «pratioci brazde» svrstavaju se torpeda sa sustavom samonavođenja na brazdu koja ostaje iznad broda. Značajke medija u brazdi razlikuju se od onog okolne vode, što akustički senzor može razlučiti, te poslati informacije sustavu upravljanja torpedom, koji će ga navoditi prema brodu-cilju. Torpeda ove skupine obično se lansiraju sa srednjih udaljenosti (3-10 km) od cilja. Brod-cilj može se braniti od njih promjenama kursa i brzine plovidbe, ili pak «tvrdom» obranom. Takav način samonavođenja gotovo je nemoguće ometati akustičkim ometačima i mamcima. Ovakva torpeda isključivo se nalaze u naoružanju ruske ratne mornarice.
Treća skupina, akustičko samonavođenih torpeda (aktivno i pasivno),  ujedno je i najrasprostranjenija grupa torpeda u uporabi danas. U pasivnom režimu rada, takva torpeda se mogu neprimjetno približiti cilju, i kada dosegnu predviđenu udaljenost, ubrzati i prijeći u aktivno samonavođenje. Ako takva torpeda s ugrađenom inteligencijom slučajno izgube akustički kontakt s napadnutim ciljem, ona, po zadanom programu, mogu započeti novu akviziciju i napad prema zadanom cilju. Teška torpeda koja lansiraju podmornice prema površinskim brodovima, ili drugim podmornicama, većinom su, uz sustav samonavođenja u torpedu, vođena i žicom (tanki bakreni vod ili optičko vlakno) preko koje se s lansirne platforme pomaže sustavu samonavođenja dodatnim instrukcijama za točnije navođenje na cilj i prepoznavanje lažnih ciljeva (prirodno ili namjerno generiranih).

#### Protumjere
Korelacijom podataka iz akustičkih senzora na brodu i onih iz senzora u torpedu pomaže se u lokalizaciji cilja, posebno u okruženjima djelovanja sofisticiranih protutorpednih mjera. Protiv akustički samonavođenih torpeda napadnuti brod na raspolaganju ima «meku» i «tvrdu» obranu. «Meku» obranu bi mogli podijeliti na tri vrste akustičkih učinaka: 1. zasićenje, 2. zasljepljenje i 3. obmanjivanje – zavođenje sustava samonavođenja torpeda. 
Kod prve, velikom se snagom akustičkog šuma pokušava dovesti u zasićenje ulazne krugove sonara u torpedu, stvarajući razmjerno visoke napone na ulazu predpojačala-prijamnika, koje će biti potpuno blokirano, ili čak uništeno. No, ovakvo djelovanje je ograničeno na relativno kratke udaljenosti.
Druga metoda slična je prvoj, utoliko što se s dovoljno visokim akustičkim signalima prekriva izvorni odraz napadnutog cilja onemogućavajući torpedu razlučivanje umjetne od prave mete.
Kod treće metode koriste se effector-mamci koji generiraju signal što više nalik signalu odraza koji sonar torpeda očekuje od stvarnog cilja-broda. Kako je effector udaljen od broda, on odvlači torpedo dalje od tog, njemu zadanog cilja. Tu varku moguće je izvesti jedino uz prethodni prekid akustičkog kontakta između torpeda i broda-cilja uz pomoć ometača.

#### Motori
Propulzija današnjih torpeda može se podijeliti na elektro i toplinsku (paroplinsku i kemijsku). Paroplinska torpeda pogoni klipni stroj ili turbina, a kao pogonsko sredstvo služi zagrijani komprimirani zrak pomiješan s vodenom parom i petrolejom ili alkoholom u plinovitom stanju. Torpedo s kemijskom propulzijom pogonjen je turbinom ili reaktivnim motorom, a kao pogonsko sredstvo rabi pogonsku smjesu koja je proizvod kemijske reakcije. Kod elektropropulzije torpedo pokreće elektromotor, a kao izvor energije rabe se akumulatorske baterije. Elektropropulzija koja se obično temelji na srebro - cink (Ag-Zn) i magnezij - srebro - klorid (Mg-Ag-Cl) baterijama, tradicionalno se smatrala najtišim tipom propulzije. No, u novije vrijeme izostavljanjem reduktora, jednog od najvećih izvora buke u propulzijskim sustavima, suvremeni toplinski propulzijski sustav s hidromlaznim propulzorima vrlo su tihi pri istim brzinama, a mogu osigurati puno višu najveću brzinu.
Standardna torpeda «stare generacije» rabe uglavnom dva četverokrilna brodska vijka sa suprotnim smjerom vrtnje. Zbog akustičke interferencije dvaju strujanja to je rezultiralo stvaranjem velikih količina neželjene buke. Posljednje generacije torpeda karakteriziraju brodski vijci boljeg hidrodinamičkog oblika i materijala. Primjerice, torpedo Black Shark posjeduje dva brodska vijka s po 9+11 srpolikih krila napravljenih od ugljično-staklenih vlakana.

#### Ruski Škval
No, bez sumnje najzanimljiviji torpedo današnjice i najrevolucionarnije dostignuće od uvođenja nuklearnog pogona među podmornice je ruski superkavitirajući raketni torpedo Škval (rus. Шквал, engl. translit. Shkval). Iskorištavajući za sada još ne sasvim objašnjeno i modelirano svojstvo superkavitacije, taj torpedo postiže gotovo nevjerojatnu podvodnu brzinu od 200 čvorova (100 m/s), što je u prosjeku 4 puta brže od najsuvremenijih torpeda u mornaricama Zapada. S obzirom na to da je prva verzija Škvala nenavođena, otporan je na sve «meke» protumjere, a zbog svoje nevjerojatne brzine, protivniku ostavlja uistinu malo vremena za izvođenje manevra izbjegavanja.
Superkavitacija je postupak umjetnog stvaranja kavitacije i njenog iskorištavanja za postizanje okoline minimalnog vodenog otpora. Oko projektila se stvori umjetni, obnovljivi plinoviti mjehur, koji zbog veoma malog trenja omogućava postizanje do sada nezamislivih podvodnih brzina. Granična brzina pri kojoj se ova pojava javlja je nekih 100 čvorova, i uz pravilno oblikovan nos projektila tlak vode pri vrhu dovoljno pada za omogućavanje prijelaza vode iz tekućeg u plinovito stanje. Postupno, stvara se zračni mjehur koji u cijelosti obuhvaća sam projektil. Pri punoj brzini, samo je nos projektila u izravnom kontaktu vode, no buka koja se pri tom generira iznimno je velika i onaj tko lansira takav projektil odaje svoju nazočnost, te stoga mora pomno odvagnuti dobit i korist njegovog korišenja.
Pokušajte zamisliti sljedeći scenarij: američka podmornica klase Los Angeles i ruska Akula međusobno se love. Los Angeles prva dobiva priliku za lansiranje i ispušta konvencionalni Mark 48 ADCAP torpedo. Ruska Akula detektira smjer lansiranja i odmah uzvraća lansiranjem VA-111 Škval projektila po smjeru nadolazećeg torpeda, prisiljavajući američku podmornicu na izvođenje naglog manevra, prilikom kojeg gubi žicu koja je povezuje s torpedom. Nadalje, kako su obje podmornice veoma tihe, udaljenosti s kojih bi se lansirala torpede bile bi veoma kratke, te bi time američka podmornica bila u veoma nezavidnom položaju da u onih nekoliko sekundi koje ima na raspolaganju uspješno izvede manevar izmicanja.
Zbog te osobine, zapadni stručnjaci torpeda Škval smatraju prvenstveno obrambenim oružjem, koje bi nadoknadilo nedostatak ruskih podmornica da rone jednako tiho kao i američke. No postoje naznake da je razvijena i verzija sa samonavođenjem, zvana Škval II, koja tu teoriju čini neprimjenjivom, a uz to navodno je i maksimalna podvodna brzina povećana na 350 čvorova. Zgodno je spomenuti da je upravo na temelju otkrića superkavitacije 1997. prvi put probijen zvučni zid pod vodom.

### Rakete
Osim torpedima, jurišne podmornice SAD-a i Rusije uglavnom su naoružane i s nekoliko verzija protubrodskih i protupodmorničkih raketa. Standardni podvodno lansirani krstareći projektil Američke ratne mornarice je Tomahawk, koji dolazi u dvije verzije: TLAM i TASM. Prva je, kao što ste već imali prilike saznati, namijenjena napadanju na kopnene ciljeve, dok je TASM izvedenica za protubrodsko djelovanje. Ima domet od 450 km i bojnu glavu od 350 kg, leteći pri brzini od 0,7 Macha. Osim Tomahawka, za protubrodsku borbu koristi se i krstareća raketa Harpoon dometa 130 km, nešto nižeg profila leta, ali i manje bojne glave.
Rusija, za razliku od Amerike, u svoje podmornice instalira daleko veći spektar podvodno lansiranih protubrodskih, ali i protupodmorničkih raketa. Ovdje ću spomenuti krstareću raketu SS-N-19 Shipwreck, koja se nalazi u arsenalu ruskih nuklearnih podmornica klase OSCAR II, kojima je pripadao i potonuli Kursk. Naoružane su s 24 takva projektila, od kojih svaki ima domet 550 km, maksimalnu brzinu leta od 2,5 Macha i bojnu glavu od 750 kg. Najnoviji dodatak ruskom arsenalu podvodno lansiranih projektila višenamjenski je sustav namijenjen uništavanju brodova, podmornica i ciljeva na kopnu, poznat kao Klub (NATO oznaka SS-N-27). Projektili nose oznake 3M-54E i 3M54E1 (namijenjeni uništavanju brodova), 3M-14E (namijenjen uništavanju ciljeva na zemlji), te 91RE1 i 91RE2 (namijenjeni uništavanju podmornica).
Projektil 3M-54E namijenjen je uništavanju brodova, i nakon lansiranja spušta se na 10 metara iznad razine mora i leti brzinom između 180 do 240 m/s (650 do 860 km/h). Na udaljenosti od otprilike 50 do 35 kilometara od cilja projektil se kratko penje da bi njegov aktivni radar otkrio cilj i potvrdio poziciju. Potom se ponovno spušta na visinu od 10 metara te ubrzava do brzine od 3 Macha. Ruski stručnjaci smatraju da je to dovoljna brzina za probijanje i najsuvremenije proturaketne obrane ratnih brodova. Maksimalni domet ovog projektila je 220 kilometara, a masa bojne glave mu iznosi 200 kg.
Drugi projektil namijenjen protubrodskoj borbi nosi oznaku 3M-54E1, iako se može koristiti i za uništavanje ciljeva na kopnu. Riječ je o konvencionalnom dizajnu i brzina mu ne prelazi 240 m/s. Zbog toga mu je maksimalni domet 300 kilometara, uz bojnu glavu od čak 450 kilograma. Iako se cilju približava na visini od samo 10 metara, zbog svoje klasične konstrukcije mnogo ga je lakše oboriti nego 3M-54E.
Za uništavanje ciljeva na kopnu namijenjen je projektil oznake 3M-14E. Projektil ima kombinaciju inercijalnog i satelitskog navođenja (koristi se sustav Glonass – ruska inačica sustava GPS). Maksimalni domet projektila iznosi 300 km, uz brzinu leta do 240 m/s. Može ponijeti nuklearnu bojnu glavu ili klasičnu mase 450 kg.
Za borbu protiv podmornica postoje dvije inačice – 91RTE1 i 91RTE2, od kojih je druga mnogo zanimljivija. Naime, riječ je o projektilu dometa 40 km i maksimalne brzine od 2,5 Macha koji je opremljen raketnim superkavitirajućim torpedom APR-3ME Orjol, brzine 200 čvorova i dometa 10 km, uz samonavođenje.
Osima sustava Klub, ruske podmornice za protupodmorničku borbu koriste i nešto stariji SS-N-16 Stallion dometa 100 km, koji nakon dosezanja ciljane lokacije ispušta laki torpedo maksimalnog dometa 10 km.
U naoružanju Akula nalaze se i LACM projektili Granit, dometa 3000 km i inercijalnog navođenja uz praćenje kontura terena, te najnoviji protubrodski projektil Yakhont, dometa 300 km i brzine leta 3 Macha.
No ipak, najmoćnije podmorničko naoružanje jesu interkontinentalni nuklearni balistički projektili, koji omogućavaju dostavljanje nuklearnih bojnih glava, snage reda nekoliko desetaka megatona TNT-a na udaljenostima i do 10000km. Uglavnom je riječ o MIRV (Multiple Independent Reentry Vehicle) bojnim glavama, koje pri ulasku u atmosferu ispuštaju samostalno navođene bojne glave sposobne za selektivno-redudantnu akviziciju ciljeva.

## Poveznice
- http://adria.fesb.hr/~pmarendi/Nuclear.doc

## Vanjske poveznice
- Podmornica Hrvatska tehnička enciklopedija, portal hrvatske tehničke baštine. LZMK